# Bagrataszen
Bagrataszen – wieś w Armenii, w prowincji Tawusz. W 2011 roku liczyła 2732 mieszkańców.